# Øse Kirke
Øse kirke ligger i Øse sogn i Varde kommune.

## Inventar
Kirkens kirkeskib er en orlogsfregat ved navn "Haabet" på ca. 75 cm's længde. Skibet er bygget af en gammel lods på Samsø, og givet af fire mænd i sognet i 1925. En nøjagtig kopi af skibet, bygget af samme bygmester, findes i Næsbjerg Kirke.

## Eksterne kilder og henvisninger
- Henningsen, Henning 1958: Kirkeskibe i Ribe Amt. Fra Ribe Amt 1958 s. 353-369.
- Øse Kirke hos KortTilKirken.dk
- Øse Kirke i bogværket Danmarks Kirker (udg. af Nationalmuseet)